# Lucie Míková
Lucie Míková est une sauteuse à ski tchèque née le 21 septembre 1994.

## Palmarès

### Coupe continentale féminine de saut à ski
- Première participation le 11 décembre 2007 à Notodden.
- Meilleur résultat :
  - 6e au concours de Zakopane le 20 janvier 2012.

### Championnats du monde de ski nordique
- Championnats du monde de ski nordique 2011 d'Oslo :
  - 36e du concours féminin le 25 février 2011[1].